# Ajror Bozorov
Ajror Bozorov (7 de agosto de 1994) es un deportista uzbeko que compite en levantamiento de potencia adaptado. Ganó una medalla de bronce en los Juegos Paralímpicos de Río de Janeiro 2016, en la categoría de –80 kg.

## Palmarés internacional
| Juegos Paralímpicos | Juegos Paralímpicos     | Juegos Paralímpicos | Juegos Paralímpicos |
| Año                 | Lugar                   | Medalla             | Categoría           |
| ------------------- | ----------------------- | ------------------- | ------------------- |
| 2016                | Río de Janeiro (Brasil) | Medalla de bronce   | –80 kg              |